# Albert Duin

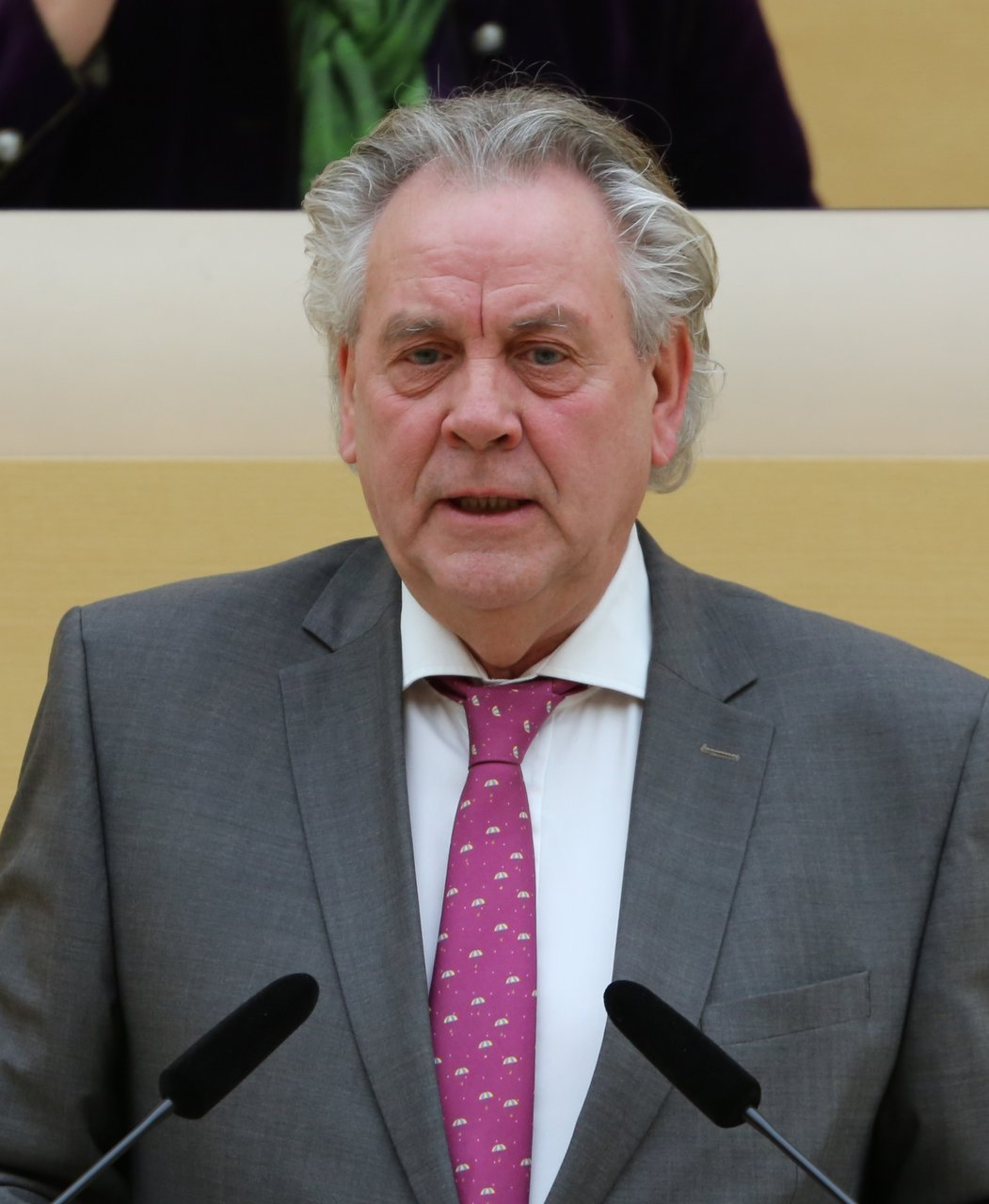
Albert Duin (2019)

Albert Duin (* 15. September 1953 in Emden) ist ein deutscher Unternehmer und Politiker (FDP). Er war von November 2013 bis November 2017 Landesvorsitzender der FDP Bayern und von 2018 bis 2023 Mitglied des Bayerischen Landtags.

## Leben
Duin wurde 1953 im niedersächsischen Emden geboren. 1969 bis 1973 absolvierte er eine Lehre als Elektromechaniker im Fernmeldedienst, bevor er sich für zwei weitere Jahre als Zeitsoldat bei der Bundeswehr verpflichtete, wo er als Flugzeugtechniker arbeitete. Von 1975 an arbeitete er bei einem Elektrokonzern und absolvierte 1977 bis 1979 eine Technikerausbildung und eine Abendschulausbildung zum Betriebswirt. Im Anschluss arbeitete er als Entwicklungsingenieur, bevor er 1981 Gesamtvertriebsleiter eines mittelständischen Unternehmens wurde. Duin ist Gründer und seit 1983 Geschäftsführender Gesellschafter der Induktor GmbH, eines mittelständischen technischen Unternehmens mit Sitz in München, das international tätig ist und laut Selbstauskunft derzeit ca. 80 Mitarbeiter beschäftigt.
Duin ist verheiratet und Vater von drei Kindern.

## Politik
Duin ist seit 2006 Mitglied der FDP und war bis 2014 Beisitzer im Stadtverband München.  Am 23. November 2013 wurde Duin überraschend mit 205 zu 157 Stimmen gegen den früheren Landtagsfraktionschef Thomas Hacker zum Landesvorsitzenden der FDP Bayern gewählt. Duin hatte zuvor kein politisches Mandat inne.
Beim Bundesparteitag der FDP in Berlin scheiterte Duin am 15. Mai 2015 sowohl mit seiner Bewerbung für den Posten als stellvertretender Bundesvorsitzender gegen Marie-Agnes Strack-Zimmermann als auch als Beisitzer im Präsidium gegen Michael Theurer.
Der FDP-Landesparteitag wählte am 11. November 2017 den bayerischen Spitzenkandidaten zur Bundestagswahl im September 2017 Daniel Föst zum neuen Landesvorsitzenden; Duin war zuvor nicht wieder angetreten.
Für die bayerische Landtagswahl 2018 bewarb sich Duin um die Spitzenkandidatur seiner Partei. Er zog dabei in die Stichwahl ein, unterlag dort aber am 12. März 2018 Martin Hagen. Duin trat daher auf Platz 2 der FDP-Liste im Wahlkreis Oberbayern an und war zudem Direktkandidat im Stimmkreis 105 München-Moosach. Aufgrund seines Gesamtstimmergebnisses wurde er in den 18. Bayerischen Landtag gewählt.
Albert Duin vertrat die FDP-Fraktion als Mitglied im Ausschuss für Wirtschaft, Landesentwicklung, Energie, Medien und Digitalisierung und im Ausschuss für Eingaben und Beschwerden.
Bei der Landtagswahl 2023 trat er als Direktkandidat im Stimmkreis München-Pasing und auf Platz 13 der Wahlkreisliste der FDP an, erreichte aber – wie seine Partei insgesamt – kein erneutes Mandat. Bei der Bundestagswahl 2025 kandidiert Duin im Bundestagswahlkreis Traunstein.
Seit 2018 ist Duin Vorsitzender des Vereins Hilfe für die dritte Welt.
Duin ist Mitgründer und Ehrenvorsitzender des Liberale Mitte e.V., eines 2024 aus dem Kipfenberger Gesprächskreis hervorgegangenen liberalen Vereins.

## Ehrungen
Duin erhielt am 5. Juli 2023 den Bayerischen Verdienstorden aus der Hand von Ministerpräsident Markus Söder.